# Azatamut
Azatamut är en ort i Armenien. Den ligger i provinsen Tavusj, i den norra delen av landet, 110 kilometer nordost om huvudstaden Jerevan. Azatamut ligger 547 meter över havet och antalet invånare är 1 850.
Terrängen runt Azatamut är varierad. Azatamut ligger nere i en dal. Närmaste större samhälle är Idzjevan, 11,9 kilometer söder om Azatamut. 
I omgivningarna runt Azatamut växer i huvudsak lövfällande lövskog. Runt Azatamut är det ganska tätbefolkat, med 58 invånare per kvadratkilometer.